# Dipturus canutus
Dipturus canutus és una espècie de peix de la família dels raids i de l'ordre dels raïformes.

## Morfologia
- Els mascles poden assolir 79,5 cm de longitud total i les femelles 90,4.[4]

## Hàbitat
És un peix marí, de clima temperat i bentopelàgic que viu entre 330-730 m de fondària.

## Distribució geogràfica
Es troba a Austràlia.

## Observacions
És inofensiu per als humans.